# 98 (numero)
Novantotto (98) è il numero naturale dopo il 97 e prima del 99.

## Proprietà matematiche
- È un numero pari.
- È un numero composto, con sei divisori: 1, 2, 7, 14, 49 e 98. Poiché la somma dei relativi divisori (escludendo il numero stesso) è 73 < 98, è un numero difettivo.
- È un numero di Wedderburn-Etherington.
- È un numero nontotiente.
- È la somma di due quadrati: 98=72 + 72.
- È il numero di segni + necessari per scrivere la partizione di 9.
- È parte delle terne pitagoriche (98, 336, 350), (98, 2400, 2402).
- È pari alla somma dei primi 8 numeri primi dispari (dal 3 al 23).
- È un numero palindromo nel sistema posizionale a base 5 (343) e in quello a base 6 (242).
- È un numero a cifra ripetuta nel sistema di numerazione posizionale a base 13 (77).
- È un numero odioso.

## Astronomia
- 98P/Takamizawa è una cometa periodica del sistema solare.
- 98 Ianthe è un asteroide della fascia principale del sistema solare.
- NGC 98 è una galassia spirale della costellazione della Fenice.
- M98 è una galassia a spirale visibile nella costellazione della Chioma di Berenice.

## Astronautica
- Cosmos 98 è un satellite artificiale russo.

## Chimica
- È il numero atomico del Californio (Cf), un attinide.

## Altri ambiti
- +98 è il prefisso telefonico internazionale dell'Iran.
- Windows 98 è un sistema operativo prodotto dalla Microsoft Corporation.
- È all'incirca la temperatura, espressa in gradi Fahrenheit, del corpo umano in condizioni normali.